# Sankt Gilgen
Sankt Gilgen, St. Gilgen – gmina w Austrii, w kraju związkowym Salzburg, w powiecie Salzburg-Umgebung. Według danych Austriackiego Urzędu Statystycznego liczyła 3824 mieszkańców (1 stycznia 2015).